# Venceslaus Ulricus Hammershaimb
Venceslaus Ulricus Hammershaimb (Sandavágur, 1819. március 25. – Koppenhága, 1909. április 8.), ismertebb nevén V. U. Hammershaimb vagy Venzel Hammershaimb feröeri evangélikus lelkész és filológus, a modern írott feröeri nyelv megteremtője.

## Élete
Családja német származású volt. Őseik III. Ferdinándtól kaptak Bécsben nemességet, Csehországban pedig birtokot 1642-ben. Közvetlen ősét, Franciscus de Hammershaimbot 1674-ben elűzték Sziléziából protestáns vallása miatt, aki emiatt Dániában telepedett le, ahol mérnökként és matematikusként dolgozott. Unokája Jørgen Frants de Hammershaimb 1723-ban telepedett le Feröeren, ahol végrehajtói tisztséget töltött be. Az ő unokája volt Jørgen Frantz Hammershaimb jogász, Venceslaus édesapja. Édesanyja Armgard Maria Egholm volt, aki 1813-ban ment feleségül Jørgenhez.
Hammershaimb a Vágar szigetén fekvő Sandavágurban született. 1831-ben Koppenhágába ment továbbtanulni. 1839-től a Koppenhágai Egyetem hallgatója volt. Jóllehet családja harmadik generáció óta dán volt, ő feröerinek érezte magát, és ezzel elköteleződött a nyelv mellett is.
1841-ben egy rövid látogatásra visszatért a szigetekre, majd 1847-ben immár végzett teológusként egy egész évre, hogy a feröeri nyelv különböző nyelvjárásait tanulmányozza. 1853-ban további kutatásokba kezdett, majd 1855-től Észak-Streymoyon lett lelkész. Az év végén elmondott szilveszteri prédikációja történelmi jelentőséget nyert, mivel az evangéliumot anyanyelvén olvasta fel, ami akkor elképzelhetetlen volt. (A hivatalos egyházi nyelv egészen 1939-ig a dán maradt.)
Ugyanebben az évben feleségül vette Christiane Gad-ot, Pram Gad esperes lányát. 1862-ben az eysturoyi Nesben lett lelkész, majd 1867-től Feröer esperese. 1866-ban a Løgting tagjává választották, ahol három perióduson keresztül politizált. 1878-ban visszaköltözött Dániába, Sjælland szigetére, ahol Lyderslevben végzett lelkészi szolgálatot. 1897-ben költözött feleségével Koppenhágába, ahol a halál is érte 90 éves korában.
Jó barátja és levelezőpartnere volt Nikolai Frederik Severin Grundtvig dán teológus, filológus, költő és politikus.

## Tevékenysége
1846-ban írta meg feröeri helyesírását, ami apróbb változtatásokkal ma is érvényes. Nyomtatásban először 1891-ben jelent meg.
Ezt követően a régi feröeri balladák rendszerezett kiadásába fogott, valamint a Feröeriek sagáját is kiadta kortárs feröeri nyelven, ezzel a modern feröeri irodalom alapjait is lerakta.
A feröeri irodalmi nyelvet kompromisszumos irányvonal mentén alakította ki, hogy valamennyi nyelvjárás beszélői számára elfogadható legyen, mialatt az óskandináv nyelvre is támaszkodott. Rögzítette továbbá a szigetek helységneveinek megfelelő leírását is feröeriül. Nyelvtana jó néhány pontatlanságot is tartalmazott, amit Jakob Jakobsen korrigált. Ő annyiban tért el Hammershaimbtól, hogy nagyobb hangsúlyt helyezett a beszélt nyelvre.

## Művei
- 1851: Sjúrðar Kvæði

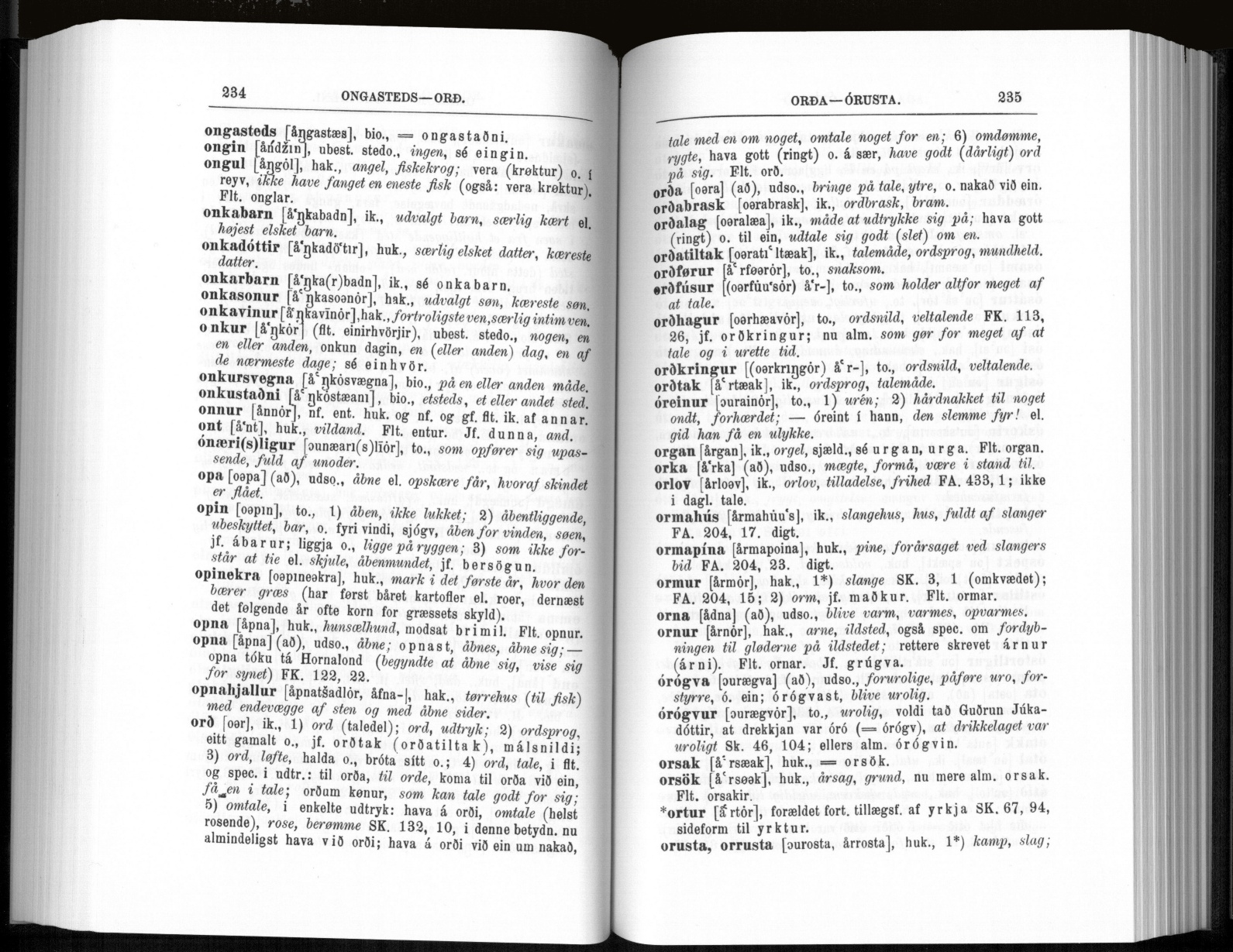
Feröeri antológiája

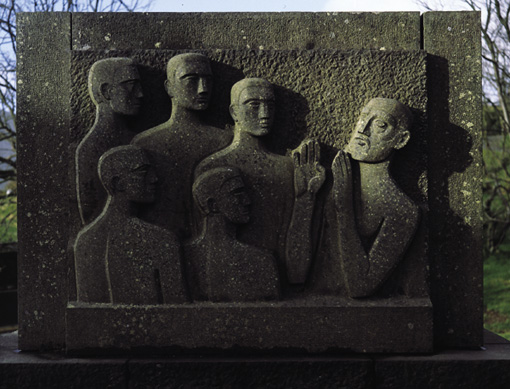
Janus Kamban Anyanyelvünk című szobra V. U. Hammershaimb emlékére

- 1855: Færøske Kvæder, Koppenhága; 2. kiadás, Feröer, 1969
- 1884: Føroyingasøga. Tórshavn - 137 old. (további kiadások 1919 és 1951)
- 1891: Færøsk Anthologi I. Tekst samt historisk og grammatisk Indledning, Koppenhága; 3. utánnyomás, Tórshavn 1991 (576 old., a szigetek leírása, feröeri történelem és életmód, nyelvtan; szöveggyűjtemény - balladák, mondák és szólások -, próza, nyelvészeti értekezések)
- 1891: Færøsk Anthologi II. Ordsammling og Register (szerk. Jakob Jakobsen), Koppenhága; 3. utánnyomás, Tórshavn 1991 (467 old., átfogó feröeri-dán szógyűjtemény, valamint név- és helynévmutató az I. kötethez és az 1851-es és 1855-ös művekhez, jegyzetekkel és pontos hivatkozásokkal)
- 1990: Havfrúgv; Nykur. Tórshavn: Føroya skúlabókagrunnur, 1990 (22 old., tankönyv)

## Családja
Szülei Armgarð Maria szül. Egholm és Jørgen Frantz (vagy Frants) Hammershaimb Tórshavnból. Felesége Elisabeth Christiane Augusta szül. Gad Koppenhágából.

## Hatása
Arcképe szerepelt az 1964-ben bevezetett 100 koronás bankjegyen (a címletet 2003 óta más grafikával bocsátják ki).